# Taranucnus ornithes
Taranucnus ornithes là một loài nhện trong họ Linyphiidae.
Loài này thuộc chi Taranucnus. Taranucnus ornithes được miêu tả năm 1940 bởi Barrows.